# Weiterstadt
Weiterstadt (pronunciación en alemán: /ˈvaɪ̯tɐˌʃtat/ⓘ) es un municipio situado en el distrito de Darmstadt-Dieburg, en el estado federado de Hesse (Alemania). Su población estimada a finales de 2016 era de 25 572 habitantes.
Se encuentra ubicado al sur del estado, a poca distancia al oeste de la frontera con el estado de Baviera.